# Fjosoken
Fjosoken, sydsamiska Fievsuoke, är en sjö i den mellersta delen av Juktån, mellan Storjuktan och Överstjuktan i Sorsele kommun i Lappland. Den ingår i Umeälvens huvudavrinningsområde. Sjön är 62,2 meter djup, har en yta på 12,8 kvadratkilometer och befinner sig 412,1 meter över havet. Sjön har sitt utflöde i Juktån.
Sjön är mycket långsmal, ungefär två och en halv mil lång men mestadels mindre än en kilometer bred. Utmed Fjosoken ligger bland annat byarna Berglunda och Fjällsjönäs.
Storjuktans regleringsmagasin, som byggdes 1961, sträcker sig upp i Fjosoken. Sjöns vattenyta är reglerad mellan 410 och 412 meter över havet.

## Delavrinningsområde
Fjosoken ingår i delavrinningsområde (727124-154644) som SMHI kallar för Utloppet av Fjosoken. Medelhöjden är 570 meter över havet och ytan är 157,18 kvadratkilometer. Räknas de 50 avrinningsområdena uppströms in blir den ackumulerade arean 924,61 kvadratkilometer. Juktån som avvattnar avrinningsområdet har biflödesordning 2, vilket innebär att vattnet flödar genom totalt 2 vattendrag innan det når havet efter 312 kilometer. Avrinningsområdet består mestadels av skog (82 procent). Avrinningsområdet har 13,14 kvadratkilometer vattenytor vilket ger det en sjöprocent på 8,4 procent.

## Galleri

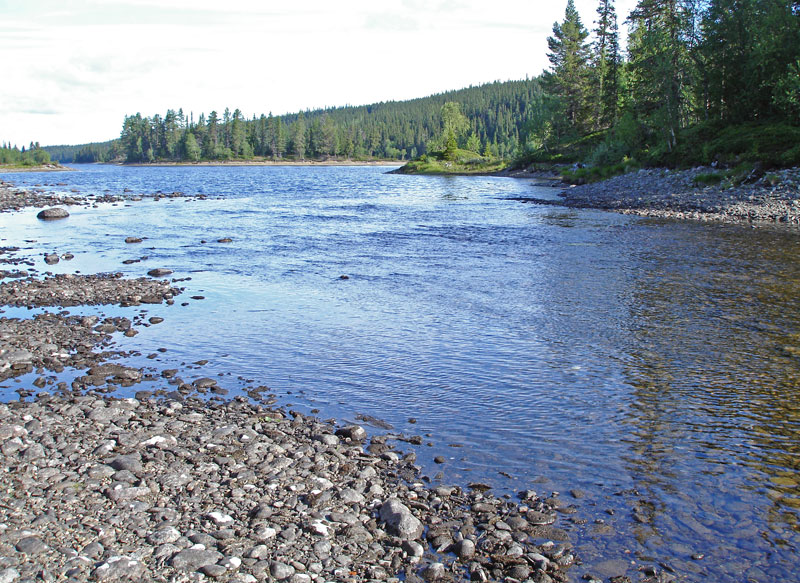
Vid Fjosokens utlopp (Fjosokluspen) övergår sjön nästan omärkligt i den svagt strömmande Juktån. Bilden är tagen i riktning mot norr (uppströms).